# Mirkovac
Mirkovac är en ort i Kroatien.   Den ligger i länet Baranja, i den östra delen av landet, 220 km öster om huvudstaden Zagreb. Mirkovac ligger 79 meter över havet och antalet invånare är 135.
Terrängen runt Mirkovac är platt. Runt Mirkovac är det glesbefolkat, med 16 invånare per kvadratkilometer. Närmaste större samhälle är Beli Manastir, 15,6 km väster om Mirkovac. Trakten runt Mirkovac består till största delen av jordbruksmark.